# Eupsophus nahuelbutensis
Espèce
Statut de conservation UICN

 EN B1ab(iii) : En danger
Eupsophus nahuelbutensis est une espèce d'amphibiens de la famille des Alsodidae.

## Répartition
Cette espèce est endémique de la cordillère de Nahuelbuta dans la province d'Arauco au Chili. Elle se rencontre entre 100 et 800 m d'altitude à Pichinahuel, à Rucapehuen et à Ramadillas.

## Étymologie
Son nom d'espèce, composé de nahuelbut[a] et du suffixe latin -ensis, « qui vit dans, qui habite », lui a été donné en référence au lieu de sa découverte.

## Publication originale
- Ortiz & Ibarra-Vidal, 1992 : Una nueva especie de Leptodactylidae (Eupsophus) de la Cordillera de Nahuelbuta (Chile). Acta Zoológica Lilloana, vol. 41, p. 75-79.